# Trống định âm
Trống định âm là một nhạc cụ thuộc bộ gõ, được sử dụng nhiều nhất trong các dàn nhạc hòa tấu. Trống định âm thường bằng đồng, có hình dáng một nửa quả cầu, mặt trống có căng da, đường kính mặt da trong khoảng từ 60 cm đến 80 cm. Mặt da càng lớn âm thanh càng trầm.

## Đặc điểm
- Định âm: Mỗi chiếc trống được chỉnh ở một cao độ nhất định.
- Chỉnh độ căng:
  - Bằng vít chỉnh: phải điều chỉnh sẵn từ trước bằng cách vặn vít căng mặt trống, mặt da càng căng thì âm thanh càng cao.
  - Bằng bàn đạp: dậm bàn đạp chỉnh độ căng ngay trong khi đang trình tấu, âm thanh thay đổi lên hoặc xuống từng nửa cung.
- Ghép bộ: từ 2 đến 4 chiếc trống được ghép lại thành từng bộ, sử dụng 1, 2, hoặc 3 bộ cho một tác phẩm, như vậy có thể lên đến 12 chiếc cho những tác phẩm phức tạp.

## Vấn đề kỹ thuật
- Nốt ghi: do âm thanh cố định, nốt có thể ghi được trên khuông nhạc khóa Fa.
- Âm vực: chia thành ba loại:
  - Bộ trống lớn có âm vực như sau:
  - Bộ trống vừa có âm vực như sau:
  - Bộ trống nhỏ có âm vực như sau:
- Ký hiệu trống: dòng nhạc viết cho từng chiếc trống phải được viết cung của trống bằng tiếng Đức ở đầu khuông nhạc (ví dụ: Gis, F, Es... nghĩa là trống Sol thăng, trống Fa, trống Mi giáng...)
- Chuyển âm: dùng ký hiệu "muta in..." (đổi sang nốt cho trống...) để chuyển âm giữa bài nhạc.
- Dùi trống: có hai đầu, đầu mềm dùng cho sắc thái khẽ (ppp), đầu cứng dùng cho sắc thái mạnh (fff).
- Nốt lấy đà: có một lối quen dùng cho trống là đánh vài nốt phụ đi trước nốt chính gọi là nốt lấy đà (như trống quân hành sử dụng: ra, la, fla; nghĩa là 2, 3, 4 nốt lấy đà).
- Giảm âm: ký hiệu coperti (tương đương với con sordino) để sử dụng miếng dạ giảm âm; ký hiệu aperti (tương đương với senza sordino) để thôi giảm âm.

## Sử dụng trong dàn nhạc
Trống định âm đã có một thời kỳ được dùng làm bè trầm cho bộ kèn đồng, khi chưa xuất hiện kèn Tuba.
Khi kết hợp với đàn Đại Hồ cầm, trống định âm bồi bổ cho bè trầm để tạo những âm thanh kịch tính: tạo tiếng sấm, tạo nền đen đe dọa, tạo uy lực hành khúc, tạo tiết tấu nhộn nhịp trong vũ đạo...

### Danh sách những tác phẩm viết cho timpani
- Béla Bartók
  - Music for Strings, Percussion, and Celesta
- Benjamin Britten
  - The Young Person's Guide to the Orchestra
- João Victor Bota
  - Labirinto for 5 timpani
- Elliott Carter
  - Eight Pieces for Four Timpani
- Alexander Tcherepnin
  - Sonatina for Timpani
- Werner Thärichen
  - Concerto for Timpani and Orchestra Op34
- Georg Druschetzky
  - Concerto for Six Timpani
  - Partita in C
- Philip Glass
  - Concerto Fantasy for two Timpanists and Orchestra